# KMG Klinikum Sömmerda
Das KMG Klinikum Sömmerda ist ein Akutkrankenhaus mit Sitz im thüringischen Sömmerda und ein Krankenhaus mit regionalem (intermediärem) Versorgungsauftrag. Es gehört zum privaten Gesundheitskonzern KMG Kliniken SE.

## Geschichte
Durch die Sömmerdaer Stadtverordnetenversammlung wurde am 24. April 1922 beschlossen, dass die im Jahre 1893 errichtete Präparandenanstalt in der Bahnhofstraße zum Krankenhaus umgebaut werden solle. Bisher hatte die Stadt Sömmerda nur ein sogenanntes „Altkrankenhaus“, welches in einem Gebäude in der Marktstraße untergebracht war. Die Einweihung und Übergabe des Krankenhauses erfolgte am 14. Januar 1923, mit insgesamt 34 Krankenhaus-Betten, welche durch die steigende Bevölkerung der Stadt Sömmerda nicht mehr ausreichten. Folglich wurde zwischen 1937 und 1938 ein Erweiterungsbau errichtet, wobei man die beiden Altgebäude mit dem Neubau zu einem Baukomplex zusammenfasste. Dieser Bau sollte ursprünglich als erster von zwei weiteren Bauabschnitten gedacht sein, was aber infolge der Kriegs- und Nachkriegsereignisse nicht mehr durchgeführt wurde. Mit dem Erweiterungsbau verfügte das Krankenhaus Sömmerda nun über ca. 100 Betten, womit die Anstellung eines Chefarztes nötig wurde.
Durch die Nachkriegssituation wurde es erforderlich, die Bettenkapazität durch Überbelegung der Krankenräume und Belegung fast aller Funktionsräume von 100 Betten auf 166 Betten zu erhöhen. Um weitere Betten aufstellen zu können, kam die Pachtung eines Privatgebäudes hinzu, welches in unmittelbarer Nähe zum Krankenhaus lag und als interne Krankenstation mit 32 Betten eingerichtet wurde. In Folge der Kreisgebietsreform in der DDR im Jahr 1952 erhielt Sömmerda den Status einer Kreisstadt, was neue Aufgaben für die zum „Kreiskrankenhaus“ gewordene Einrichtung bedeutete. Die immer größer werdende Einwohnerzahl machte eine Verbesserung der ärztlichen Betreuung durch Fachärzte und die Schaffung einer ambulanten Einrichtung erforderlich. Da die Kapazitäten immer noch nicht ausreichten, entschied der damalige Stadtrat die Errichtung einer neuen internen Abteilung im Flachbaustil auf dem Gelände des Krankenhauses, womit die dringendste Bettennot gemildert werden konnte. Im Jahr 1960 genehmigte der Stadtrat einen weiteren Anbau, welcher 1961 begann.
In ihm wurden weitere dringende Kapazitäten untergebracht, dazu zählen ein Bettenflügel, eine Wäscherei, eine Heizungsanlage, neue Küchenräume, neue Laboratoriums- und Röntgenräume und vieles mehr. Weiterhin wurde entschieden, auch einen völligen Umbau des Altgebäudes und einen Neubau des Mittelgeländes durchzuführen. Um die medizinische Versorgung zu verbessern, wurde entschieden, die drei Krankenhäuser Buttstädt, Kölleda und Sömmerda zum Kreiskrankenhaus Sömmerda zusammenzufassen. Am 6. Oktober 1976 erfolgte am Krankenhausstandort Sömmerda die feierliche Übergabe eines neuen Erweiterungsbaues für das Krankenhaus. Nach der Wende gliederte sich der Bereich Buttstädt aus dem Krankenhaus aus und wurde dem DSK-Seniorenwohnheim übergeben. Der DRK Landesverband Thüringen entschied sich im Jahr 1999 schließlich dazu, das Krankenhaus Sömmerda in seine Trägerschaft zu übernehmen. Seit 2001 sind das DRK Manniske Krankenhaus Bad Frankenhausen, das DRK Krankenhaus in Luckenwalde und das DRK Krankenhaus Sömmerda zur DRK Krankenhausgesellschaft Thüringen Brandenburg gGmbH verschmolzen, zu der seit 2008 auch das DRK Krankenhaus in Sondershausen gehört. Im Jahr 2008 konnte das neu gebaute Bettenhaus (Bauabschnitt A) mit der Notfalltentrale, einer ambulanten OP und drei bettenführenden Stationen eingeweiht werden. Der zweite Bauabschnitt, mit neuem OP, Kreißsaal, Pädiatrie und diverser Funktionsbereiche, wurde im Jahr 2012 eröffnet.
Im Jahr 2018 beantragte die DRK gemeinnützige Krankenhausgesellschaft Thüringen Brandenburg mbH aufgrund von Zahlungsschwierigkeiten ein Insolvenzverfahren beim Amtsgericht Mühlhausen. Am 18. März 2019 wurde bekannt, dass die Kliniken des bisherigen Trägers in Bad Frankenhausen, Sondershausen, Sömmerda und Luckenwalde von den KMG Kliniken übernommen werden sollen. Seit Juli 2019 gehört es zum privaten Träger KMG Kliniken. Seit Mai 2022 werden Neubaumaßnahmen realisiert. So wird die Radiologie komplett saniert und eine Neubau mit Intensivstation, Allgemeinpflegestation, Verwaltung und Eingangsbereich realisiert.

## Einrichtungen und Fachabteilungen
Das KMG Klinikum Sömmerda hat 176 Betten und beschäftigt rund 297 Mitarbeiter. Es ist damit einer der größten Arbeitgeber der Stadt Sömmerda. Es unterhält sieben Fachabteilungen und die Zentrale Notfallaufnahme zur Versorgung der Bürger der Region.
- Innere Medizin – (Schwerpunkt Kardiologie)
- Innere Medizin – Gastroenterologie
- Allgemein- und Viszeralchirurgie
- Unfall- und Orthopädie
- Anästhesie und Intensivtherapie
- Brustkrebszentrum[3]
- Radiologie
- Zentrale Notaufnahme

### Einrichtungen und Einmieter
- weitere klinische Einrichtungen: Rezeption, Pflegedienst, Zentrale Notaufnahme mit Schockraum, Sozialdienst
- Patienten- und Besucherservice: Cafeteria, Seelsorge, Friseur, Maniküre/Pediküre, Ernährungsberatung